# 凯瑟琳·霍姆斯
凯瑟琳·霍姆斯（英語：Katharine Holmes，1993年7月15日—）生于华盛顿哥伦比亚特区，是一名美国女子击剑运动员，主攻重剑。霍姆斯九岁时受书中关于中世纪骑士描述的影响开始练习击剑。她于2011年进入普林斯顿大学就读，并代表该校击剑队参加国内校际比赛，中间为了备战2016年里约奥运而休学，奥运后回归学校。2018年年初，她获得国际击剑联合会颁发的年度公平竞赛奖。